# EA DICE

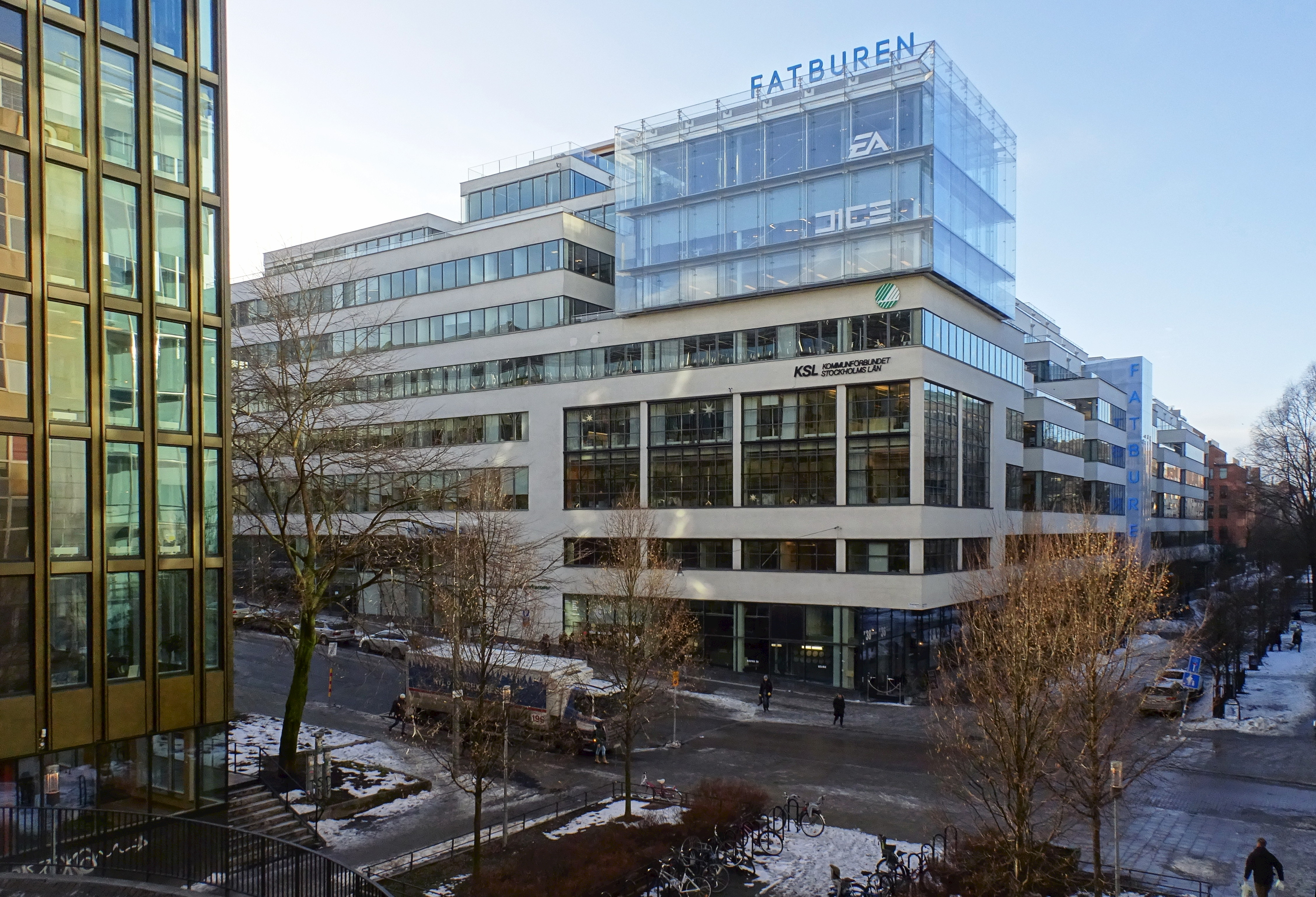
Офис студии

EA Digital Illusions Creative Entertainment или DICE (произносится «дайс»: dice с англ. — «игральные кости») — шведский разработчик компьютерных игр, полностью принадлежащий Electronic Arts. Компания основана в 1992 году, создаёт игры для основных игровых приставок и ПК. DICE является создателем серии игр «Battlefield» и продолжает работу над ней.

## История
Студия была основана в 1992 году четырьмя друзьями — Ульфом Мандорфом, Олафом Густавсоном, Фредриком Лилигреном и Андреасом Аксельсоном — выходцами с демосцены.
После успешного запуска игр серии Battlefield студия была приобретена Electronic Arts в 2006 году, став дочерней компанией одного из крупнейших издателей. Среди других известных разработок студии — игровой движок Frostbite, работающий на игровых приставках и персональных компьютерах, который студия планировала перенести и на платформу Mac OS X, и на мобильные платформы.
В середине мая 2013 года DICE открыла подразделение в Лос-Анджелесе — DICE LA (студия создана на основе закрытой студии Danger Close), которое сразу же было привлечено к работе над Battlefield 4.
Осенью 2013 года DICE заявила о своей заинтересованности в разработке под Linux.
В мае 2013 года EA открыла новое подразделение DICE в Лос-Анджелесе, названное DICE LA, под руководством бывших сотрудников ранее закрытой студии EA Danger Close Games. DICE LA не занималась самостоятельным созданием игр, а лишь помогали DICE и другим студиям EA в разработке. В 2020 года новым главой студии был назначен Винс Зампелла из Respawn Entertainment, другой студии EA. В июле 2021 года Зампелла объявил, что студия меняет название на Ripple Effect Studios, и после завершения работы над Battlefield 2042 студия начнёт заниматься собственными проектами.

## Игры студии
Наибольшую известность компания получила после выхода игры Battlefield 1942, изданной компанией Electronic Arts в 2002 году. Затем последовали серии игр Battlefield и Mirror's Edge. В 2009 году студия получила доступ к новой консоли Wii U, хотя и не планировала выпускать какие-либо новые игры для неё или портировать на эту платформу старые игры.
В 2012 году студия заявила, что не намерена становиться разработчиком одной серии, и в конце осени подтвердила, что работает над проектом, не связанным с серией Battlefield.
В конце октября 2013 года представитель студии заявил, что DICE работает над 15 играми, использующими движок Frostbite.

### Игры серии Battlefield
| Год  | Название                     | Разработчики                                                                        | Движок             | Платформы                    | Платформы                        | Платформы             |
| Год  | Название                     | Разработчики                                                                        | Движок             | Sony                         | Microsoft                        | Прочие                |
| ---- | ---------------------------- | ----------------------------------------------------------------------------------- | ------------------ | ---------------------------- | -------------------------------- | --------------------- |
| 2002 | Battlefield 1942             | DICE, Aspyr Media                                                                   | Refractor Engine 1 | Нет                          | Windows                          | OS X                  |
| 2004 | Battlefield Vietnam          | DICE                                                                                | Refractor Engine 1 | Нет                          | Windows                          | Нет                   |
| 2005 | Battlefield 2                | DICE, DICE New York                                                                 | Refractor Engine 2 | Нет                          | Windows                          | Нет                   |
| 2005 | Battlefield 2: Modern Combat | DICE, EA Bright Light                                                               | RenderWare         | PlayStation 2                | Xbox, Xbox 360                   | Нет                   |
| 2006 | Battlefield 2142             | DICE                                                                                | Refractor Engine 2 | Нет                          | Windows                          | OS X                  |
| 2008 | Battlefield: Bad Company     | DICE                                                                                | Frostbite 1.0      | PlayStation 3                | Xbox 360                         | Нет                   |
| 2009 | Battlefield Heroes           | DICE, Easy Studios                                                                  | Refractor Engine 2 | Нет                          | Windows                          | Нет                   |
| 2009 | Battlefield 1943             | DICE                                                                                | Frostbite 1.5      | PlayStation 3                | Xbox 360                         | Нет                   |
| 2010 | Battlefield: Bad Company 2   | DICE, Coldwood Interactive, Digital Legends Entertainment                           | Frostbite 1.5      | PlayStation 3                | Windows, Xbox 360                | iOS, Android, Fire OS |
| 2010 | Battlefield Online           | Neowiz Games, Electronic Arts, DICE                                                 | Refractor Engine 2 | Нет                          | Windows                          | Нет                   |
| 2011 | Battlefield Play4Free        | DICE, Easy Studios                                                                  | Refractor Engine 2 | Нет                          | Windows                          | Нет                   |
| 2011 | Battlefield 3                | DICE, EA Black Box, Criterion Games, Visceral Games, EA Tiburon, Danger Close Games | Frostbite 2        | PlayStation 3                | Windows, Xbox 360                | iOS                   |
| 2013 | Battlefield 4                | DICE, DICE LA, Uprise, Visceral Games, BioWare                                      | Frostbite 3        | PlayStation 3, PlayStation 4 | Windows, Xbox 360, Xbox One      | Нет                   |
| 2015 | Battlefield Hardline         | Visceral Games, DICE, Uprise, DICE LA, Criterion Games                              | Frostbite 3        | PlayStation 3, PlayStation 4 | Windows, Xbox 360, Xbox One      | Нет                   |
| 2016 | Battlefield 1                | DICE, DICE LA, Uprise                                                               | Frostbite 3        | PlayStation 4                | Windows, Xbox One                | Нет                   |
| 2018 | Battlefield V                | DICE, Criterion Games, Uprise                                                       | Frostbite 3        | PlayStation 4                | Windows, Xbox One                | Нет                   |
| 2021 | Battlefield 2042             | DICE, Ripple Effect Studios, Criterion Games, EA Gothenburg                         | Frostbite          | PlayStation 4, PlayStation 5 | Windows, Xbox One, Xbox Series X | Нет                   |

Студия намеревалась развивать серию игр Battlefield и дальше, принося в каждую следующую игру серии что-то новое. Например, для игры Battlefield: Bad Company 2 этим нововведением стала более глубокая одиночная кампания, как и планировалось самой студией.
В Battlefield 3 — следующей игре серии — были добавлены миссии для совместного прохождения, что для Battlefield было сделано студией впервые.
В середине мая 2012 года сразу в нескольких резюме появилась информация о том, что разные специалисты работали или работают над игрой Battlefield: Bad Company 3.
В июне 2013 года информация была опровергнута представителем студии DICE, но студия заявила, что развитие серии не прекращено.
В начале октября 2013 года студия подтвердила, что серия Bad Company не забыта и студия вернётся к разработке продолжения.
В середине июля 2012 года студия объявила, что ведёт работу над следующей игрой серии Battlefield — Battlefield 4.
В начале октября 2012 года появилась информация о поиске студией DICE сотрудников для разработки для мобильных платформ, что говорило о желании и готовности студии к переносу и доработке Frostbite 2 для планшетов и смартфонов. Согласно описанию, планировалось формирование небольшой команды, для работы над известной серией студии, предположительно серии Battlefield.

### Игры серии Mirror’s Edge
| Год  | Название                | Разработчики | Движок             | Платформы     | Платформы                        | Платформы |
| Год  | Название                | Разработчики | Движок             | Sony          | Microsoft                        | Прочие    |
| ---- | ----------------------- | ------------ | ------------------ | ------------- | -------------------------------- | --------- |
| 2008 | Mirror’s Edge           | DICE         | Unreal Engine 3    | PlayStation 3 | Windows, Xbox 360, Windows Phone | iOS       |
| 2016 | Mirror’s Edge: Catalyst | DICE         | Frostbite Engine 3 | PlayStation 4 | Windows, Xbox One                | Нет       |

Часть студии начинала работу над игрой Mirror’s Edge 2 в 2009 году и представители Electronic Arts уверяли, что продолжение игры обязательно появится, так как серия слишком хороша, чтобы прекращать её развитие. Разработка дошла до стадии внутренней демонстрации игры в студии, но в начале 2011 года работы в данном направлении были остановлены, никаких комментариев ни от студии DICE, ни от издателя не было получено. Летом 2011 года представитель EA открыто заявил, что серия не заброшена и ведутся какие-то работы, но не сообщил никаких подробностей. Руководитель же EA сообщил, что студия и издатель усиленно думают над тем, какой должна быть вторая часть игры, также указано на то, что следующая часть будет создаваться на движке Frostbite 2 (позже появлялись слухи, подтверждающие данную теорию). Сама же студия горит желанием продолжить работу над второй частью игры и уверена в том, что теперь игра сможет найти ещё большее признание у широкой публики.
В середине мая 2012 года сразу в нескольких резюме появилась информация о том, что разные специалисты работали/работают над игрой Mirror’s Edge 2. А в конце мая 2013 года на официальном сайте EA появилась страница, посвящённая игре Mirror’s Edge 2. Страница по всей видимости была опубликована по ошибке, так как её быстро сняли с публикации. Примерно в это же время данные об игре появляются на сайтах онлайн магазинов, но они также быстро удаляются. Перед началом выставки E3 2013 руководитель студии сообщил, что у DICE припасено пару сюрпризов для игроков. Учитывая, что демонстрация многопользовательского режима игры Battlefield 4 сюрпризом не является, так как она подтверждена официально, то ожидается анонс Mirror’s Edge 2 (за день до этого заявления EA продлевает свои права на доменное имя mirrorsedge2.com).
Анонс игры состоялся 10 июня 2013 года в ходе презентации EA на выставке E3 2013. Дата выхода игры не указана, но заявлено, что игра будет доступна только на консолях нового поколения, что позволит вывести игру на новый уровень, и является перезагрузкой истории главной героини, то есть связи с событиями первой части игры не будет никакой.
За день до начала выставки E3 2014 на официальной Facebook странице серии Mirror’s Edge размещено изображение главной героини, что расценили как намёк на большой анонс от EA на начинающейся выставке.
Игровая механика прототипа Mirror's Edge 2 продемонстрирована 9 июня 2014 года в ходе пресс-конференции Electronic Arts в рамках выставки E3 2014.

### Игры серии Medal of Honor
| Год  | Название       | Разработчики                                              | Движок                                 | Платформы     | Платформы         | Платформы |
| Год  | Название       | Разработчики                                              | Движок                                 | Sony          | Microsoft         | Прочие    |
| ---- | -------------- | --------------------------------------------------------- | -------------------------------------- | ------------- | ----------------- | --------- |
| 2010 | Medal of Honor | Danger Close Games, DICE (студия отвечала за мультиплеер) | Unreal Engine 3 / Frostbite Engine 1.5 | PlayStation 3 | Windows, Xbox 360 | Нет       |

Игра Medal of Honor вышла на месяц раньше Call of Duty: Black Ops во избежание конкуренции, и запущенная для ослабления позиций серии Call of Duty, показала на старте хорошие продажи и неплохие оценки, но вместе с тем не продемонстрировала ожидавшегося от неё качества (что не помешало начать работу над следующей игрой серии — Medal of Honor: Warfighter, презентация которой проведена 6 марта 2012 года). Студия DICE к разработке не привлекалась, так как теперь Danger Close чувствует в себе силы самостоятельно разработать многопользовательскую составляющую. Однако в Medal of Honor: Warfighter используется разработка EA DICE — игровой движок Frostbite 2, который Danger Close считает лучшим из существующих движков для создания шутеров от первого лица

### Другие игры
| Название                             | Дата выхода | Статус проекта       | Платформа                                  | Примечания                                          |
| ------------------------------------ | ----------- | -------------------- | ------------------------------------------ | --------------------------------------------------- |
| Pinball Dreams                       | 1992        | Разработка завершена | Amiga                                      |                                                     |
| Pinball Fantasies                    | 1992        | Разработка завершена | Amiga, MS-DOS                              |                                                     |
| Benefactor                           | 1994        | Разработка завершена | Amiga                                      |                                                     |
| Pinball Illusions                    | 1995        | Разработка завершена | Amiga, MS-DOS                              |                                                     |
| True Pinball                         | 1996        | Разработка завершена | PlayStation, Sega Saturn                   |                                                     |
| S40 Racing                           | 1997        | Разработка завершена | Microsoft Windows                          |                                                     |
| Motorhead                            | 1998        | Разработка завершена | Microsoft Windows, PlayStation             |                                                     |
| Swedish Touring Car Championship     | 1999        | Разработка завершена | Microsoft Windows                          |                                                     |
| Swedish Touring Car Championship 2   | 2000        | Разработка завершена | Microsoft Windows                          |                                                     |
| Rally Masters                        | 2000        | Разработка завершена | Microsoft Windows                          |                                                     |
| NASCAR Heat                          | 2000        | Разработка завершена | PlayStation                                | В сотрудничестве с Monster Games                    |
| Matchbox Emergency Patrol            | 2001        | Разработка завершена | Microsoft Windows                          |                                                     |
| JumpStart Wildlife Safari Field Trip | 2001        | Разработка завершена | PlayStation                                |                                                     |
| JumpStart Dino Adventure Field Trip  | 2001        | Разработка завершена | Game Boy Color                             |                                                     |
| Diva Starz: Mall Mania               | 2001        | Разработка завершена | Game Boy Color                             |                                                     |
| Shrek                                | 2001        | Разработка завершена | Xbox                                       |                                                     |
| Rallisport Challenge                 | 2002        | Разработка завершена | Microsoft Windows, Xbox                    |                                                     |
| Shrek Extra Large                    | 2002        | Разработка завершена | GameCube                                   |                                                     |
| Midtown Madness 3                    | 2003        | Разработка завершена | Xbox                                       |                                                     |
| Rallisport Challenge 2               | 2004        | Разработка завершена | Xbox                                       |                                                     |
| Star Wars: Battlefront               | 2015        | Разработка завершена | Microsoft Windows, PlayStation 4, Xbox One |                                                     |
| Star Wars: Battlefront II            | 2017        | Разработка завершена | Microsoft Windows, PlayStation 4, Xbox One | В сотрудничестве с Motive Studios и Criterion Games |

## История отношений с Electronic Arts
Желание приобрести студию DICE было высказано компанией Electronic Arts в ноябре 2004 года (на тот момент EA владела 19 % акций студии) и было поддержано советом директоров студии.
Несмотря на одобрение сделки советом директоров DICE и рекомендациям держателям акций на одобрение сделки два сообщества акционеров, владевших 16 % и 12 % акций соответственно, проголосовали против заключения сделки (для успешного полного перехода студии под крыло EA требовалось 90 % акционеров, проголосовавших за слияние). Выступавшие против слияния акционеры считали, что предложенная за студию сумма не учитывает доходов, которые будут получены от готовящихся к выходу проектов: Battlefield 2 и Battlefield 2: Modern Combat.
Переговоры между представителями издателя и акционерами постепенно привели к развитию событий в русле, необходимом Electronic Arts.
К марту 2005 года Electronic Arts уже владела 60 % акций студии. В марте 2006 года издатель намеревался выкупить остатки акций для получения полного контроля над студией. Осенью 2006 года сделка была успешно завершена. Компания Electronic Arts выплатила в общей сложности 23,9 млн долларов за приобретение студии Digital Illusions CE.